# Johnny Christ
Johnny Christ, właściwie Jonathan Lewis Seward (ur. 18 listopada 1984 w Huntington Beach) – amerykański muzyk, trzeci z kolei gitarzysta basowy (po Dameon Ashu i Justinie Meacham) w amerykańskim zespole Avenged Sevenfold, do którego dołączył w 2002 roku. Zadebiutował na płycie Waking the Fallen.